# DM Drogerie Markt
DM-Drogerie Markt (zapis stylizowany: dm-drogerie markt, w skrócie: dm) – największa pod względem obrotów sieć drogerii w Niemczech.

## Charakterystyka

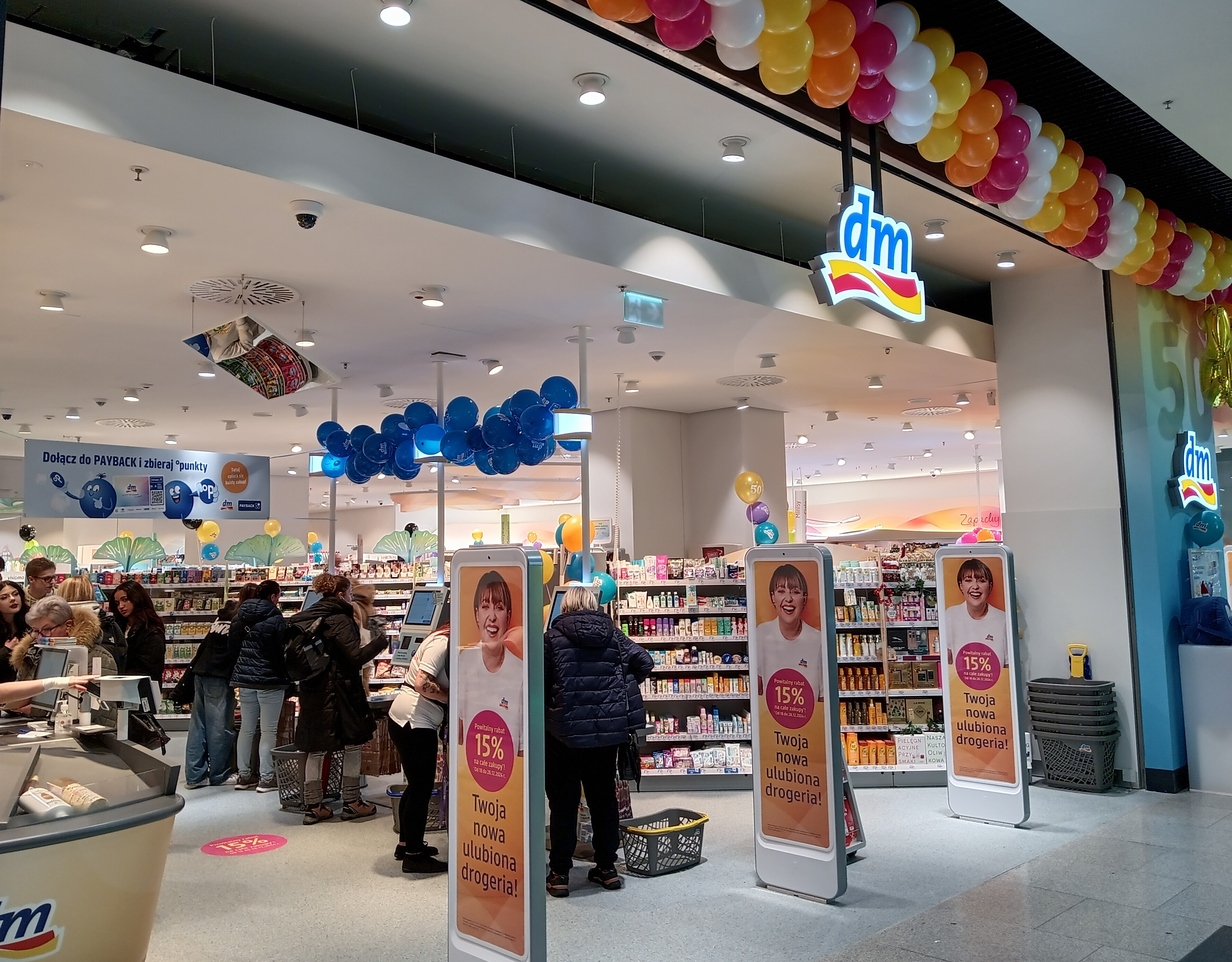
Strefa płatności z kasami samoobsługowymi i tradycyjnymi (Łódź)

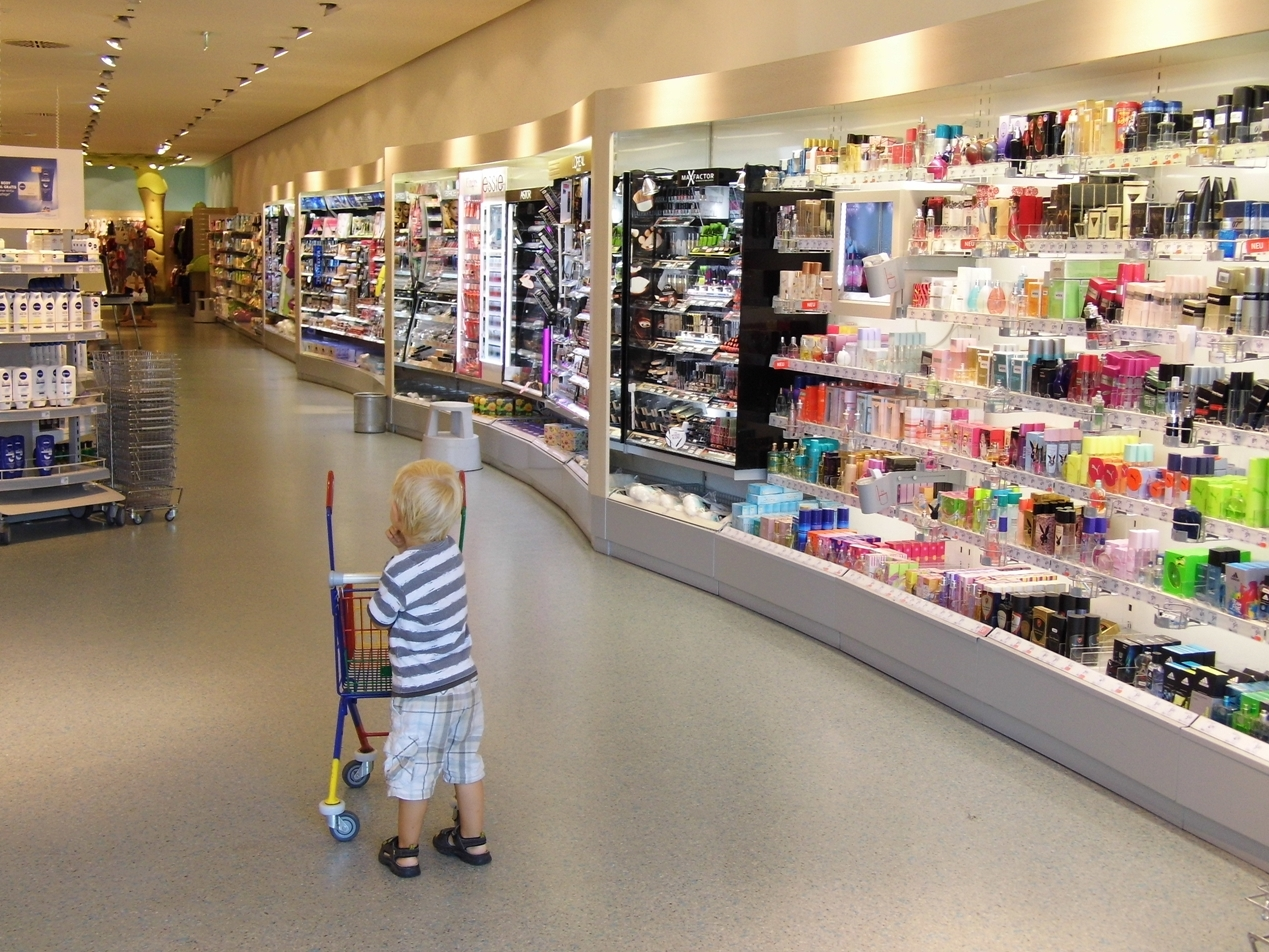
Wewnątrz sklepu (Durmersheim)

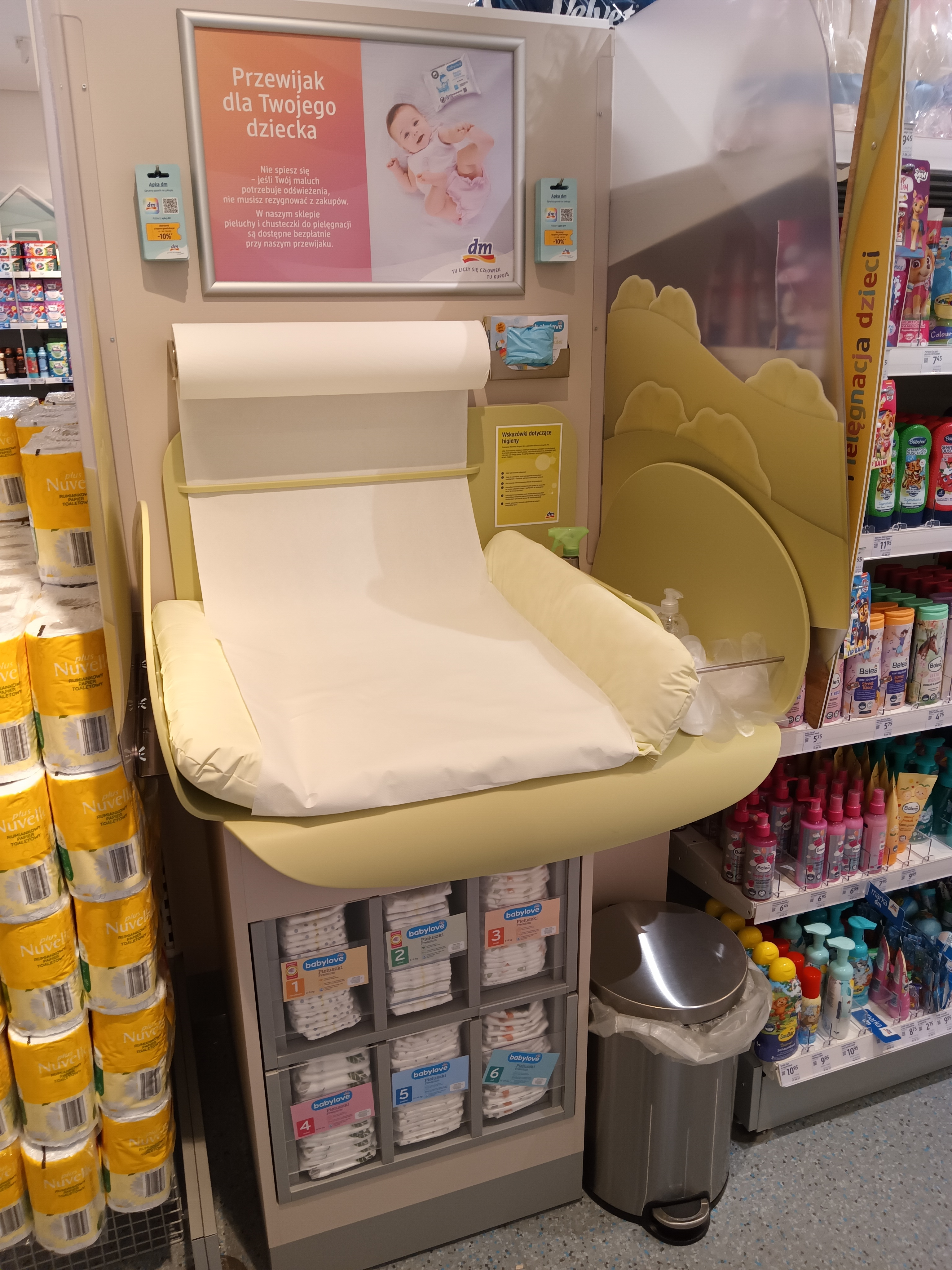
Przewijak dla dziecka wewnątrz sklepu w Polsce

Po konfliktach z ojcem co do zarządzania rodzinną apteką w Heidelbergu, firmę DM Drogerie Markt założył Götz Werner w 1973 roku, otwierając pierwszy sklep w Karlsruhe. Rok później Günther Lehmann, prowadzący wówczas rodzinną sieć sklepów spożywczych „Pfannkuch”, zainwestował w drogerię młodego Wernera, co przyspieszyło jej rozwój – stworzenie sieci sklepów i po kilku latach jej ekspansję na rynek austriacki. W 2017 roku Lehmann przeniósł własność swoich udziałów na syna – Kevina Davida Lehmanna (ur. 1999), czyniąc z niego najmłodszego na świecie miliardera w 2021 roku w rankingu Forbesa. Przez 35 lat spółką drogeryjną kierował jednak jej założyciel Götz Werner, który w 2013 roku przekazał stanowisko dyrektora operacyjnego najstarszemu synowi – Christophowi Wernerowi, który pracował w przedsiębiorstwie od 2010 roku odpowiadając za marketing. Sam Götz Werner w 2019 roku pozostawał jeszcze w radzie nadzorczej.
W 2021 roku była to największa sieć drogerii w Niemczech, największymi jej konkurentami na rynku niemieckim są: – sieć „Rossmann”, sieć „Müller” i sieć „Budnikowsky”. Wcześniej przez lata DM konkurowała również z drogeriami „Schlecker”, które upadły w 2012 roku.
W sklepach DM Drogerie Markt można kupić kosmetyki, środki do pielęgnacji włosów i ciała, artykuły gospodarstwa domowego, artykuły medyczne i zdrową żywność. Przedsiębiorstwo ma 28 marek własnych.

### W Europie
We wrześniu 2021 roku sieć DM Drogerie Markt posiadała 3874 sklepy w 13 krajach europejskich zatrudniając ogółem 66 076 pracowników, z czego w samych Niemczech 42 663, w tym 3397 stażystów. W 2021 roku sieć otworzyła w Niemczech 66 sklepów.
| Kraj                 | Początek działalności | Liczba sklepów (2023) |
| -------------------- | --------------------- | --------------------- |
| Niemcy               | 1973                  | 2069                  |
| Austria              | 1976                  | 389                   |
| Węgry                | 1993                  | 260                   |
| Słowenia             | 1993                  | 96                    |
| Czechy               | 1993                  | 246                   |
| Słowacja             | 1995                  | 160                   |
| Chorwacja            | 1996                  | 164                   |
| Serbia               | 2004                  | 113                   |
| Bośnia i Hercegowina | 2006                  | 80                    |
| Rumunia              | 2007                  | 117                   |
| Bułgaria             | 2009                  | 100                   |
| Macedonia Północna   | 2012                  | 20                    |
| Włochy               | 2017                  | 75                    |
| Polska               | 2022                  | 50                    |

### Model biznesowy
Początkowo, korzystając z doświadczeń odnoszącej już sukcesy sieci Aldi, Götz Werner zaadaptował model prowadzenia sieci handlu spożywczego dla drogerii – przyjmując zasadę dyskontu (m.in. samoobsługa, wysokie stopy dyskontowe ze względu na zakupy hurtowe). Sprzyjało temu zniesienie w zachodnich Niemczech w 1973 roku stałych cen na produkty drogeryjne, jakie obowiązywały wcześniej. Jednak wraz z rozwojem firmy ta forma działania stawała się coraz bardziej biurokratyczna i uciążliwa. Od początku lat 90. XX w. Werner stopniowo zmieniał wewnętrzną strukturę organizacyjną w kierunku większej niezależności oddziałów firmy. Otrzymywały one coraz większą odpowiedzialność i samokontrolę. Dziś lokalne oddziały DM Drogerie Markt określają swój asortyment, dyżury pracowników, coraz częściej wybierają swoich przełożonych, a nawet same ustalają pensje.

### Model zarządzania
Werner od początku stosował nieautorytarną koncepcję przywództwa w firmie – tzw. „przywództwa dialogowego dla kolektywnej inteligencji zespołu”, opierającego się na podstawowych wartościach zrozumienia i szacunku. W pracy wolał dialog od instrukcji. Wybrał rzadką wówczas drogę promowania współpracy operacyjnej, kładąc nacisk na „otwartość na nowe zjawiska”. Korzystając z badań psychologii pracy, zgodnie z którymi większość ofiar zastraszania w pracy jest (lub była), osobami „otwartymi na nowe doświadczenia”. Na początku przechodzącym z innych przedsiębiorstw kierownikom sklepów DM Drogerie Markt, było bardzo trudno poradzić sobie w odmiennych relacjach przełożony – podwładny w firmie, w stosunku do wcześniejszych miejsc, w których pracowali. Firma dużo inwestuje też w programy stażowe. Uczący się pracy w DM Drogerie Markt w Niemczech wysyłani są nawet na warsztaty teatralne służące rozwojowi osobistemu. Partia Bündnis Grundeinkommen, którą popierał przed wyborami w Niemczech w 2017 roku i wyborami do Parlamentu Europejskiego w 2019 roku, w dniu śmierci Götza Wernera na oficjalnym profilu na Facebooku pożegnała go jego cytatem z autobiografii określającym postawę zawodową „Im Leben braucht man keinen Druck sonder Sog” (W życiu nie potrzebujesz nacisku, ale ssania).